# Cantón de Le Mayet-de-Montagne
El cantón de Le Mayet-de-Montagne era una división administrativa francesa que estaba situada en el departamento de Allier y la región de Auvernia.

## Composición
El cantón estaba formado por once comunas:
- Arronnes
- Châtel-Montagne
- Ferrières-sur-Sichon
- La Chabanne
- La Guillermie
- Laprugne
- Lavoine
- Le Mayet-de-Montagne
- Nizerolles
- Saint-Clément
- Saint-Nicolas-des-Biefs

## Supresión del cantón de Le Mayet-de-Montagne
En aplicación del Decreto n.º 2014-265, de 27 de febrero de 2014, el cantón de Le Mayet-de-Montagne fue suprimido el 22 de marzo de 2015 y sus 11 comunas pasaron a formar parte del nuevo cantón de Lapalisse.